# Helmbachweiher
Der Helmbachweiher ist ein Stausee des Kohlbachs im mittleren Pfälzerwald (Rheinland-Pfalz). Der Name ist irreführend, so dass es in der Literatur gelegentlich zu der falschen Angabe kommt, es handle sich um einen Stausee des im Abstand von wenigen Metern vorbeifließenden Helmbachs.

## Geographie
Der See liegt auf 208,2 m Höhe dicht am rechten Ufer des Helmbachs, etwa 2 km vor dessen Mündung in den Speyerbach, an der Stelle, wo sich die Waldgemarkungen der Gemeinden Elmstein, Kirrweiler (Exklave) und Venningen (Exklave) treffen.
In der unmittelbaren Umgebung befinden sich die Waldsiedlung Helmbach, das Sägewerk Helmbach, das Forsthaus Helmbach, ein Abenteuerspielplatz, ein Grillplatz sowie ein Lehrgarten.

## Beschreibung
Der See ist etwa 90 m lang und 120 m breit. Er besitzt eine Fläche von etwa einem Hektar und ist maximal 2 m tief. In erster Linie dient er als Kneippgewässer, aber auch als Badesee, in dem die nur in unbelastetem Wasser vorkommenden Grünalgen der Gattung Wassernetz nachgewiesen wurden und dessen Gewässerqualität 2014 die Europäische Union als „ausgezeichnet“ eingestuft hat. Den Zugang zum See erleichtert ein langer Holzsteg.

## Baugeschichte
Der See ist in seiner Entstehung den Woogen des Mittelalters vergleichbar. Er wurde 1970 durch Aufstauung des Kohlbachs geschaffen, eines Waldbachs, der am Ende des Sees den Staudamm passiert und wenige Schritte weiter in den Helmbach mündet. Beidseits der Kohlbachmündung wurde das rechte Ufer des Helmbachs auf einer Strecke von gut 100 m aufgeschüttet, um als Stauwerk für den Kohlbach zu dienen.

## Verkehr
Erreicht wird der See über die Kreisstraße 18, die am Helmbach entlangführt und das Elmsteiner Tal im Norden mit dem Weiler Stilles Tal verbindet. Iggelbach 3,5 km westlich des Sees ist der nächstgelegene Wohnort. Der VRN betreibt zwischen dem Bahnhof Lambrecht und Elmstein eine Buslinie, die täglich mehrmals befahren wird; die Haltestelle im Weiler Helmbach ist etwa 1,5 km Fußweg vom See entfernt.